# Deltotus facetus
Deltotus facetus är en tvåvingeart som beskrevs av Eugène Séguy 1935. Deltotus facetus ingår i släktet Deltotus och familjen husflugor.
Artens utbredningsområde är Madagaskar. Inga underarter finns listade i Catalogue of Life.